# 寶琳路
寶琳路（英語：Po Lam Road）是香港新界將軍澳北部的一條主要道路，連接秀茂坪道至茅湖仔，然後由茅湖仔起分叉成寶琳南路（英語：Po Lam Road South）及寶琳北路（英語：Po Lam Road North），寶琳南路通往前調景嶺寮屋區和靈實醫院，而寶琳北路則經過翠林邨、寶林邨和景林邨，一直通往寶順路和寶寧路迴旋處為止。寶琳路是於1956年為了改善靈實醫院和前調景嶺寮屋區的对外交通而興建，初期在九龍端只連接大上托安達臣道，港英政府在1980年代發展將軍澳新市鎮時，寶琳路獲得重修，才延長至秀茂坪道，並另建新路連接坑口，新路其後被命名為寶琳北路，而前寮屋区一段則命名為寶琳南路。

## 歷史
在第二次國共內戰中，國民政府於1949年戰敗，中華民國國軍（國軍）撤出大陸、退守台灣，不少國軍官兵為逃避中國共產黨的清算，遂湧入香港聚集於九龍半島東部靠海山岡名為「吊頸嶺」的地方，生活異常艱苦。
前國軍遷往調景嶺避難後，村民們為了解決日常生活所需，在1954年，村民謝御群率領一班年青力壯的人，在沒有先進工具的情況下，花了五個月時間，在荒山野徑中開闢一條直達鯉魚門的山路利便村民，是為「謝公路」。
靈實肺病療養院（今靈實醫院）落成啟用後，調景嶺的居民為了進一步改善當地的交通，遂召來了一些民工來興建連接調景嶺寮屋區和安達臣道的公路，並覓得基督教世界服務處一力承擔經費，於1956年動工。該道路後以當時於調景嶺事奉之惠施霖牧師（Revd. Sterling Whitener）之妻惠寶琳（Barbara Whitener）為名，並在同年11月新由新界民政署長彭德主持通車，在致辭時說了以下一番話：
古語有云：「衣食足而後禮義興」，大眾生活好了，就是進行慈善最有效力的方法。貴會所開之新道路是為「寶琳路」，我希望民眾行這條路時，能夠如入寶山，琳瑯滿目。現在正式宣布寶琳路開放，並祝各位健康快樂。——彭德
1962年1月1日，九巴開辦了第一代30線，成為首條服務寶琳路和調景嶺區的路線，往來九龍城碼頭（後來縮短至彩虹邨），此即日後的90線。該路線最大特色是在此路沿途並沒有固定的站位，乘客可以在不違反交通條例下沿途上落客。1989年6月20日，九巴為90線開設分支路線290線，相比之下，該線不經安達臣道而改經四順及秀茂坪。
1980年代，政府於將軍澳及坑口填海建新市鎮時，擴建了寶琳路，於西端增建新路連接秀茂坪，從此沿寶琳路行駛的車輛不用再繞行安達臣道即可直達九龍。重建後的寶琳路於1986年5月30日刊憲命名。政府另於茅湖仔村外增建連接路連接坑口，是為寶琳北路（英語：Po Lam Road North），並於1987年中通車；而寶琳北路口至靈實醫院一段寶琳路，則改稱為寶琳南路（英語：Po Lam Road South）。在寶琳北路通車後不久，九龍巴士93A線便投入服務，以配合將軍澳區內首間中學迦密主恩中學正式啟用，成為首條取道寶琳北路的公共交通服務。
在寶琳路連接秀茂坪的新路後啟用以後，舊有較陡峭、彎曲的路段並未被即時停用，直至1995年政府為興建寶達邨，而在舊路附近用地進行爆破工程為止。現時，該殘存路段由寶達邨管理，成為連接該邨至連德道的行人路。
另外，現時港鐵寶琳站亦以此路命名，而非沿自附近的寶林邨。

## 走線
寶琳路和寶琳北路走線皆大致呈東西走向，寶琳南路走線則大致呈南北走向，當中寶琳路全長約2.1公里，寶琳南路全長約1.3公里，寶琳北路全長約3.3公里。寶琳路始於秀茂坪道近寶達邨，向東延伸約2.1公里，穿過馬游塘村後，在茅湖仔分叉成兩部份－寶琳南路和寶琳北路。寶琳南路向南延伸，經過靈實醫院後，便以普賢佛院（前調景嶺警署）作為盡頭。而寶琳北路則以呈「S」字型的走線穿過康盛花園和翠林邨等地，再於近英明苑改為向東南延伸，並以和寶寧路、寶順路交界的迴旋處作結。

### 出口
整段寶琳南路和寶琳北路皆屬於西貢區範圍，而寶琳路則橫了跨觀塘區和西貢區，兩者之間以安達臣道為界。以下的道路交接點列表中，所有不具命名的小路並不在此列；而寶琳南路沿途交接点亦只有靈實醫院通道，亦不在此列。
| 歸屬道路 | 距離（公里） | 道路交接點         | 附註                                                           |
| -------- | ------------ | ------------------ | -------------------------------------------------------------- |
| 寶琳路   | 0.0          | 秀茂坪道           |                                                                |
| 寶琳路   | 0.14         | 寶達邨通道         | 原與寶琳路舊路段連接，已於1995年永久封閉及改道，配合寶達邨工程 |
| 寶琳路   | 0.4          | 安秀道             |                                                                |
| 寶琳路   | 0.95         | 安愉道、安達臣道   | 觀塘區和西貢區交界，該道路以西為觀塘區，以東為西貢區           |
| 寶琳路   | 1.2          | 翠琳路、馬游塘路   | 所有車輛不得進入翠琳路                                         |
| 寶琳路   | 2.1          | 寶琳南路           | 可通往靈實醫院                                                 |
| 寶琳北路 | 2.4          | 林盛路             | 可通往康盛花園                                                 |
| 寶琳北路 | 3.2          | 翠琳路             | 可通往翠林邨                                                   |
| 寶琳北路 | 3.7          | 寶琳里             |                                                                |
| 寶琳北路 | 3.8          | 寶康路             |                                                                |
| 寶琳北路 | 4.6          | 寶豐路、魷魚灣村道 | 東北為魷魚灣村道，西南為寶豐路                                 |
| 寶琳北路 | 5.0          | 佳景路             |                                                                |
| 寶琳北路 | 5.4          | 寶寧路、寶順路     | 迴旋處                                                         |

## 現況
將軍澳新市鎮發展初期，寶琳路與寶琳北路為出入市區最直接途徑，故此寶琳路上發生之交通意外足以令將軍澳對外交通陷於癱瘓，使當區頓成孤島。不過自從將軍澳隧道通車後，取道寶琳路往返將軍澳和九龍市區便顯得迂迴。唯每當將軍澳隧道出現擠塞時，仍有不乏駕駛者改為取道此路出入，但由於此路交通容量較低，一旦此路出現額外的車流，此路亦會同樣出現擠塞情況，為人詬病。
隨著港英政府清拆調景嶺寮屋區，寶琳南路的使用量亦隨之而萎縮，第一代290線和第一代90線亦於1996年10月13日和20日先後取消，後者亦成為成為最後一條服務寶琳南路的巴士路線。新界區專線小巴13線於1991年6月投入服務，至今仍途經寶琳南路往返靈實醫院。而寶琳南路路面狹窄，以單線雙程行車，並不適合大型車輛進出，因此有區議員要求政府禁止大型車輛取道寶琳南路出入。
根據香港法例第374E章《道路交通（車輛登記及領牌）規例》，寶琳路、寶琳南路及寶琳北路不容許新界的士行駛。

### 年平均每日交通流量
以下為2021年寶琳路及寶琳北路各段的年平均每日交通流量數據，其中寶琳北路介乎寶康路至寶寧路一段被香港運輸署界定為「主要幹路」（Primary Distributor, PD），而全段寶琳路及寶琳北路其餘路段則被香港運輸署界定為「區域幹路」（District Distributor, DD）。
| 道路     | 路段                     | （車輛架次） | 估計數據 | 道路類型 |
| -------- | ------------------------ | ------------ | -------- | -------- |
| 寶琳路   | 秀茂坪道至安達臣道       | 23,170       | 否       | 區域幹路 |
| 寶琳路   | 安達臣道至翠林路         | 16,120       |          | 區域幹路 |
| 寶琳路   | 翠林路近馬游塘村至茅湖仔 | 7,300        |          | 區域幹路 |
| 寶琳北路 | 茅湖仔至翠林路近翠林邨   | 7,300        |          | 區域幹路 |
| 寶琳北路 | 翠林路近翠林邨至寶康路   | 16,520       | 是       | 區域幹路 |
| 寶琳北路 | 寶康路至寶豐路           | 11,650       | 主要幹路 |          |
| 寶琳北路 | 寶豐路至寶寧路           | 13,420       | 主要幹路 |          |

### 寶琳北路加建隔音屏障工程
將軍澳新市鎮近年來發展迅速，車流量因而增加了不少，令寶琳北路一帶的居民長年以來飽受車輛噪音滋擾。因此，有區議員早在2014年便要求當局在寶琳北路沿線加裝隔音屏，以減低當區由車輛製造的噪音污染。環保署於2015年9月回覆時指出，寶琳北路介乎寶康路以北的路段的隔音屏障工程已被納入工務計劃內，以南的路段則已獲發展局批出技術可行性說明書，並準備將該工程納入工務計劃內。但由於工務工程的撥款排有既定程序和需要整體考慮，當局在2016年仍未能就寶琳北路隔音屏障訂出工程的預計施工及完工日。
政府其後於2018年10月委聘顧問公司，開展有關寶琳北路加建隔音屏障工程勘測設計工作，以研究合適的噪音緩解措施方案來消減有關住宅樓宇的交通噪音影響，並於2019年7月就加建隔音屏障工程的建議正式向西貢區議會作出諮詢，然後在同年10月11日就工程刊憲。

## 外部連結
维基共享资源上的相關多媒體資源：寶琳路